# Ricky Morton
Richard Wendell Morton, conosciuto semplicemente come Ricky Morton (Nashville, 21 settembre 1956), è un wrestler statunitense.
Noto per essere uno dei componenti (insieme a Robert Gibson) dei Rock 'n' Roll Express, tag team attivo dagli anni ottanta.
Morton ha vinto dozzine di titoli in carriera, sia di coppia che singoli, inclusi NWA World Junior Heavyweight Championship, NWA World Tag Team Championship, USWA Unified World Heavyweight Championship, USWA World Tag Team Championship e WCW World Six-Man Tag Team Championship.
È membro di NWA Hall of Fame, Wrestling Observer Newsletter Hall of Fame e WWE Hall of Fame.

## Carriera

### Continental Wrestling Association (1978–1985)
Ricky Morton fu allenato al wrestling da suo padre Paul, e dal veterano Ken Lucas. Debuttò sul ring nel 1978, scontrandosi con Ken Wayne nel suo primo match. Lottava prevalentemente nella Continental Wrestling Association di Memphis, Tennessee, facendo spesso coppia con Lucas o Eddie Gilbert. In poco tempo, Morton acquisì una discreta fama grazie alle sue doti atletiche e l'aspetto giovanile con i capelli biondi platino a spazzola con tanto di mullet. La sua popolarità tra le adolescenti lo qualificò come "babyface" della federazione.

#### Rock 'n' Roll Express

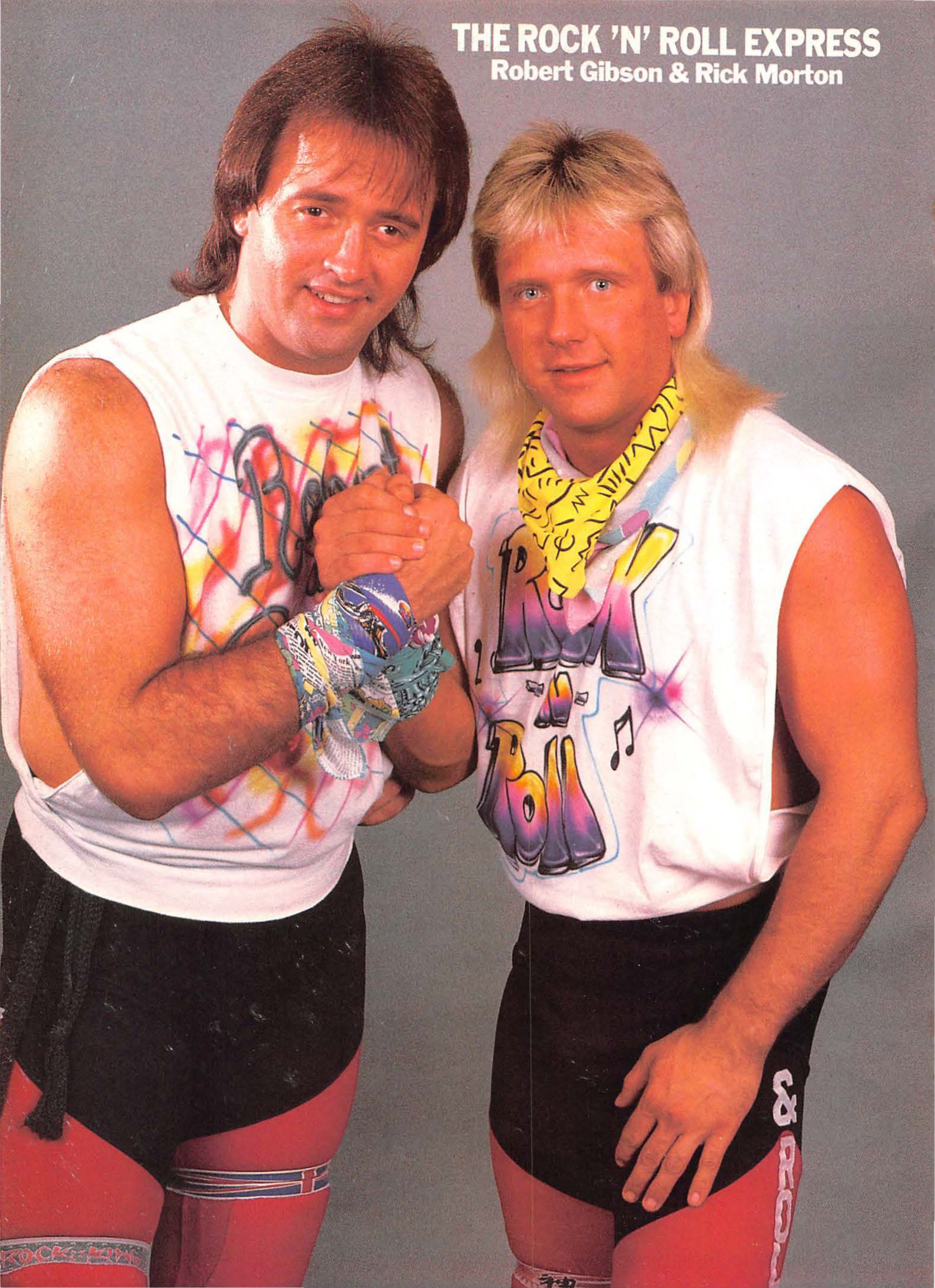
I Rock & Roll Express nel 1987

All'inizio del 1983, i promoter Jerry Jarrett e Jerry Lawler decisero di mettere insieme Morton e Robert Gibson in un tag team face denominato The Rock 'n' Roll Express nel tentativo di emulare il successo riscosso dai The Fabulous Ones in termini di popolarità. I due si aggiudicarono per tre volte i titoli Mid-South Tag Team ed ebbero un feud con una coppia di wrestler che sarebbero diventati i loro arcirivali, i Midnight Express di Bobby Eaton e Dennis Condrey.
Nel 1984, Morton prese parte a un angle di alto profilo con Randy Savage nel corso del quale Savage lo colpì con un piledriver facendolo passare attraverso un tavolo di legno posizionato a bordo ring.

### NWA Tri-State / Mid-South Wrestling (1981, 1984–1986, 1987)
Nel 1981, Morton cominciò a lottare nella compagnia NWA Tri-State. Formò un tag team con Eddie Gilbert, vincendo due volte il titolo NWA Tri-State Tag Team Championship. Il secondo regno titolato ebbe termine nell'agosto 1981 quando egli lasciò la federazione.
Nel 1984, Morton e Gibson firmarono un contratto con la Mid-South Wrestling, che era succeduta a NWA Tri-State. Si aggiudicarono il Mid-South Tag Team Championship in tre occasioni, avendo una grossa rivalità con i Midnight Express. Il terzo ed ultimo regno durò fino al marzo 1985, quando furono sconfitti da Steve Williams & Ted DiBiase. Continuarono a lottare nella Mid-South Wrestling fino al giugno 1985.
La coppia riapparve nella Mid-South Wrestling, ora rinominata Universal Wrestling Federation, nel corso del 1986. All'evento Superdome Extravaganza del giugno 1986, Morton sfidò senza successo Ric Flair per il titolo NWA World Heavyweight Championship.

### Jim Crockett Promotions (1985–1988)

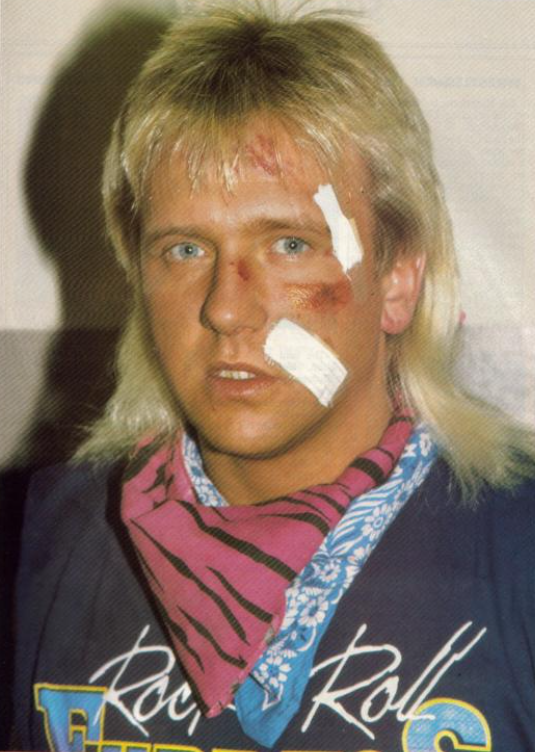
Ricky Morton nel 1986

Nel 1985 i Rock 'n' Roll Express approdarono nella Jim Crockett Promotions e divennero famosi a livello nazionale grazie all'esposizione televisiva garantita dalla rete TBS. Morton & Gibson ebbero un importante feud con i Russians, Ivan & Nikita Koloff, e vinsero il titolo NWA World Tag Team Championship. Persero le cinture contro gli odiati rivali Midnight Express il 2 febbraio 1986, durante Superstars on the Superstation a causa di un'interferenza del manager Jim Cornette. Cornette utilizzò la sua racchetta da tennis per colpire Gibson e dare la vittoria ai suoi clienti.
Temendo che il suo fascino verso le donne potesse essere offuscato da Ricky Morton, il campione NWA Ric Flair ebbe con lui un'accesa rivalità nel 1986. Nella primavera di quell'anno, Morton stava facendo un'intervista a bordo ring quando apparve Flair e insultò le fan di Morton (che consistevano principalmente in ragazzine adolescenti) definendole "poppanti con il reggiseno imbottito", e dicendogli che non sarebbe stato in grado di gestire delle "vere donne" come invece faceva lui. In risposta, Morton calpestò gli occhiali da sole di Flair. L'episodio portò a una serie di match tra i due, il più notevole dei quali fu uno Steel Cage Match svoltosi a The Great American Bash. Flair uscì quasi sempre vincitore, ma Morton non sfigurò dimostrando di potergli tenere testa anche se non riuscì mai a conquistare il titolo NWA detenuto dall'avversario. Durante il feud, al termine di un six-man tag team elimination match dove Morton aveva schienato Flair vincendo la contesa, Flair e gli altri tre Four Horsemen irruppero nello spogliatoio dei Rock 'n' Roll Express e aggredirono brutalmente Morton, e in una successiva aggressione gli ruppero il naso. Inoltre, il membro degli Horsemen Arn Anderson si divertiva a canzonarlo chiamandolo "Punky Morton" in riferimento alla sitcom Punky Brewster. Morton & Gibson sconfissero i Midnight Express riconquistando le cinture di campioni di coppia e poi ebbero un fedu con Ole e Arn Anderson per il resto dell'anno. La rivalità culminò in un match nella gabbia a Starrcade il 28 novembre, vinto dai Rock 'n' Roll Express. Il 6 dicembre 1986 Morton & Gibson persero i titoli contro Rick Rude & Manny Fernandez. Quando nel 1987 Rude lasciò la compagnia per andare nella World Wrestling Federation, i titoli di coppia furono riassegnati ai Rock 'n' Roll Express.
Il successivo feud fu con Arn Anderson & Tully Blanchard, che vinsero le cinture il 29 settembre 1987 dopo che i "nuovi" Midnight Express di Jim Cornette, Bobby Eaton & Stan Lane, attaccarono Morton infortunandolo a spalla e braccio. In seguito i Rock 'n' Roll Express ebbero un altro feud con i Four Horsemen per qualche mese, e Gibson riportò un infortunio alle costole.

### All Japan Pro Wrestling (1988)
Nel maggio 1988, i Rock 'n' Roll Express andarono in tour in Giappone per la All Japan Pro Wrestling, affrontando avversari come Samson Fuyuki & Toshiaki Kawada, Shinichi Nakano & Tiger Mask, e Isamu Teranishi & Masanobu Fuchi. Tornarono per un secondo tour nell'ottobre 1988, questa volta per partecipare alle October Giant Series. Nel loro ultimo match nel tour, sfidarono senza successo i campioni Fuyuki & Kawada per il titolo All Asia Tag Team Championship.

### United States Wrestling Association (1989)
Nel 1989, Morton e Gibson entrarono nella United States Wrestling Association dove iniziarono subito una rivalità con i Wildside (Chris Champion & Mark Starr) e The Blackbirds (King Parsons & Action Jackson). Più avanti quello stesso anno, Morton fece coppia con suo cugino Todd Morton e i due vinsero insieme i titoli CWA Tag Team.

### World Championship Wrestling (1990–1993)
Tornarono nella World Championship Wrestling nel 1990. Gibson si infortunò a un ginocchio e fu fuori dai giochi per un certo periodo. Allora Morton si alleò con Big Josh e Junkyard Dog per vincere il titolo WCW World Six-Man Tag Team Championship.
Il 12 giugno 1991, a Clash of the Champions XV, Morton venne ufficialmente invitato da Alexandra York ad entrare nella stable heel York Foundation. Gibson si presentò sul ring dicendo di essere guarito e pronto a riformare la coppia con Morton, ma inaspettatamente Ricky aggredì Gibson prima di andarsene insieme a York, Mr. Hughes e Terrence Taylor. Dopo il turn heel cambiò il proprio nome in un più formale Richard Morton e fu messo in coppia con Thomas Rich. I due ebbero un feud con Gibson, Dustin Rhodes e Bobby Eaton, e vinsero il WCW World Six-Man Tag Team Championship. Al ppv The Great American Bash nel luglio 1991, Morton sconfisse l'ex partner Gibson. Nell'ottobre 1991 a Halloween Havoc perse un match con Flyin' Brian per l'assegnazione del titolo WCW Light Heavyweight Championship appena creato.
All'inizio del 1992, Morton divenne una sorta di jobber heel e in seguito lasciò la federazione dopo un ultimo match con Barry Windham trasmesso in tv il 18 luglio 1992.
Nel gennaio 1993 Morton e Gibson tornarono nuovamente in WCW per cominciare un feud con The Heavenly Bodies. Lottarono a SuperBrawl III e sconfissero gli Heavenly Bodies.

### Smoky Mountain Wrestling (1992–1995)
Nel 1992 Morton andò a lottare nella Smoky Mountain Wrestling dove, l'8 agosto, riformò i Rock 'n' Roll Express con Gibson nel corso di un match a Johnson City, Tennessee. La coppia ebbe un feud con due versioni degli Heavenly Bodies nel corso del seguente anno e mezzo, Stan Lane & Tom Prichard, e Prichard & Jimmy Del Ray. Ebbero anche una rivalità con The Gangstas (New Jack & Mustafa Saed) nel 1994 e nel 1995 tornarono nella NWA per vincere nuovamente i titoli di coppia. Durante il 1995 Morton lottò in coppia con David Jericho per breve tempo, poi si ricongiunse con Gibson per affrontare i PG-13.

### World Wrestling Federation (1993, 1994)
Nel 1993, Morton e Gibson debuttarono nella World Wrestling Federation durante la puntata del 27 settembre 1993 di Monday Night Raw, sconfiggendo Barry Hardy e Duane Gill. Presentati come i campioni SMW Tag Team, in seguito difesero le cinture in match combattuti a WWF All American Wrestling e WWF Superstars. Al ppv Survivor Series il 24 novembre 1993, persero i titoli contro The Heavenly Bodies (Tom Prichard & Jimmy Del Ray), lasciando la federazione poco dopo.
Morton e Gibson tornarono brevemente in WWF nel luglio 1994, unendosi al tour WWF Summer Fest in Germania, e perdendo una serie di incontri con The Smoking Gunns.

### Wrestle Association R (1993, 1994)
Nel luglio 1993, Morton & Gibson andarono in tournée in Giappone con la federazione Wrestle Association R, affrontando Último Dragón & Yuji Yasuraoka in una serie di match. Tornarono per un secondo tour nel novembre 1994 come parte dell'evento WAR-ISM 1994, scontrandosi con i membri della stable Fuyuki-Gun in svariate occasioni.

### World Championship Wrestling (1996)

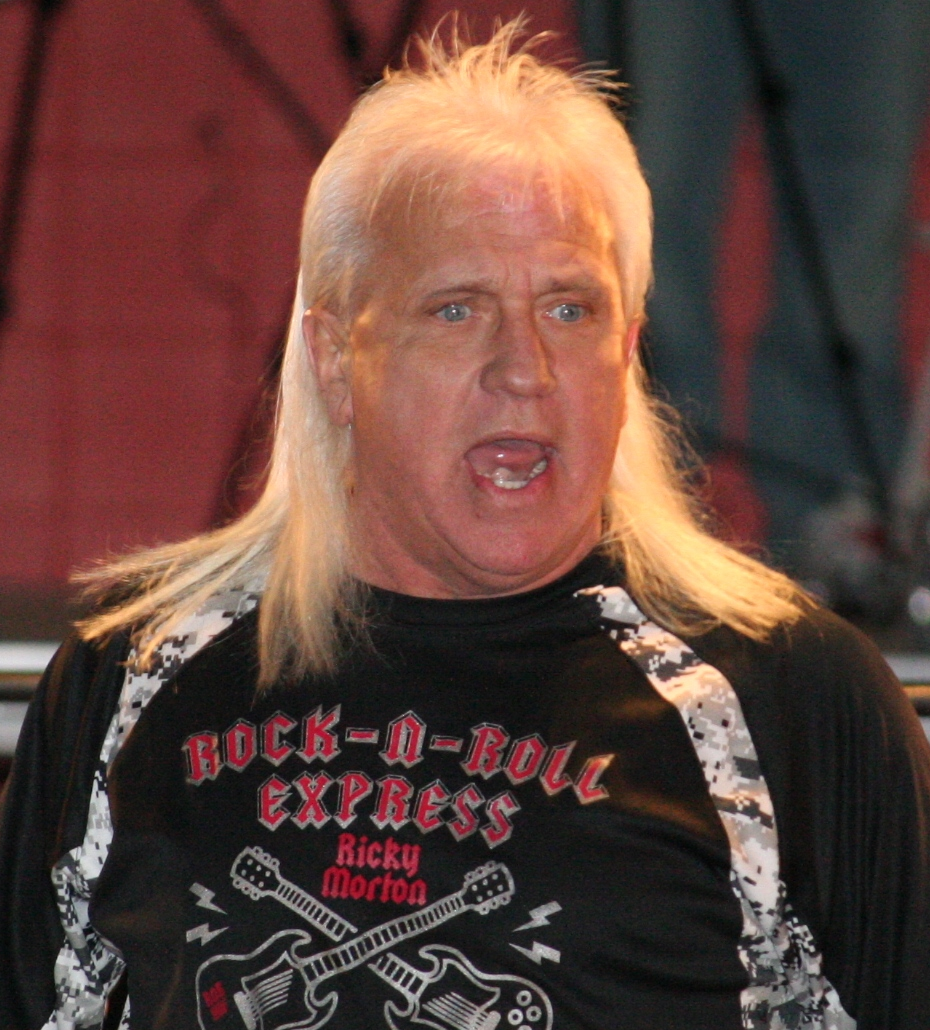
Ricky Morton nel 2014

Morton & Gibson tornarono nella World Championship Wrestling il 3 giugno 1996 durante una puntata di WCW Monday Nitro. La coppia ebbe un breve feud con i Four Horsemen. Rimasero nella compagnia fino all'ottobre 1996.

### Frontier Martial-Arts Wrestling (1996, 1997)
Nel maggio 1996 Morton & Gibson lottarono in quattro incontri nella giapponese Frontier Martial-Arts Wrestling (FMW). All'evento FMW 7th Anniversary Show svoltosi al Kawasaki Stadium, Morton, Gibson e Ricky Fuji sconfissero Boogie Man, Crypt Keeper e Freddy Krueger in un six-man tag team match.
Nell'aprile 1997 Morton tornò in Giappone per un secondo tour con la FMW, partecipando al torneo "Fighting Creation" insieme a Fuji e Hayabusa. A FMW 8th Anniversary Show presso la Yokohama Arena, lui e Fuji sconfissero Dragon Winger e Hido. Morton tornò ancora nell'agosto 1997, insieme a Fuji, partecipando al torneo "Super Dynamism". Durante la manifestazione, Morton, Fuji e Jinsei Shinzaki furono sconfitti da Mr. Gannosuke, The Gladiator e Super Leather nel corso di un "No ropes barbed wire street fight match".

### Extreme Championship Wrestling (1997)
Morton esordì nella Extreme Championship Wrestling all'evento ECW House Party 1997 svoltosi l'11 gennaio 1997. Lottò insieme a Tommy Rich subendo una sconfitta contro i Gangstas; in seguito, Morton & Rich si scontrarono l'uno contro l'altro in un match improvvisato vinto da Rich. Tornò in ECW il mese seguente a Crossing the Line Again, perdendo un match con Big Stevie Cool.

### World Wrestling Federation (1998)
Nel gennaio 1998, sia Ricky Morton sia Robert Gibson tornarono nella World Wrestling Federation come parte dell'angle "NWA" in qualità di campioni NWA Tag Team. Persero i titoli in favore dei The Headbangers nella puntata di Raw IS War del 17 febbraio. Presero parte a WrestleMania XIV partecipando alla tag team battle royal vinta dai Legion of Doom. In primavera ebbero un feud con i New Midnight Express (Bart Gunn & Bob Holly), che si concluse al ppv Unforgiven: In Your House con la vittoria di Gunn & Holly.

### Circuito indipendente (1998-2003)
Dopo aver lasciato la WWF nel maggio 1998, i due lottarono nella Ohio Valley Wrestling e nella Power Pro Wrestling fino al 1999. Poi Morton prese parte a una battle royal nella Juggalo Championship Wrestling in occasione dell'evento JCW Vol. 1. Il 7 settembre 2002 egli sconfisse l'ex rivale Bobby Eaton nella Ultimate Championship Wrestling.

### NWA Total Nonstop Action (2003)
Nel 2003, per breve tempo entrarono a far parte della stable S.E.X. di Vince Russo nella Total Nonstop Action Wrestling (TNA). Ebbero un feud con gli America's Most Wanted. Il 30 luglio Morton perse un match contro Kid Kash.

### Periodo successivo (2003-presente)

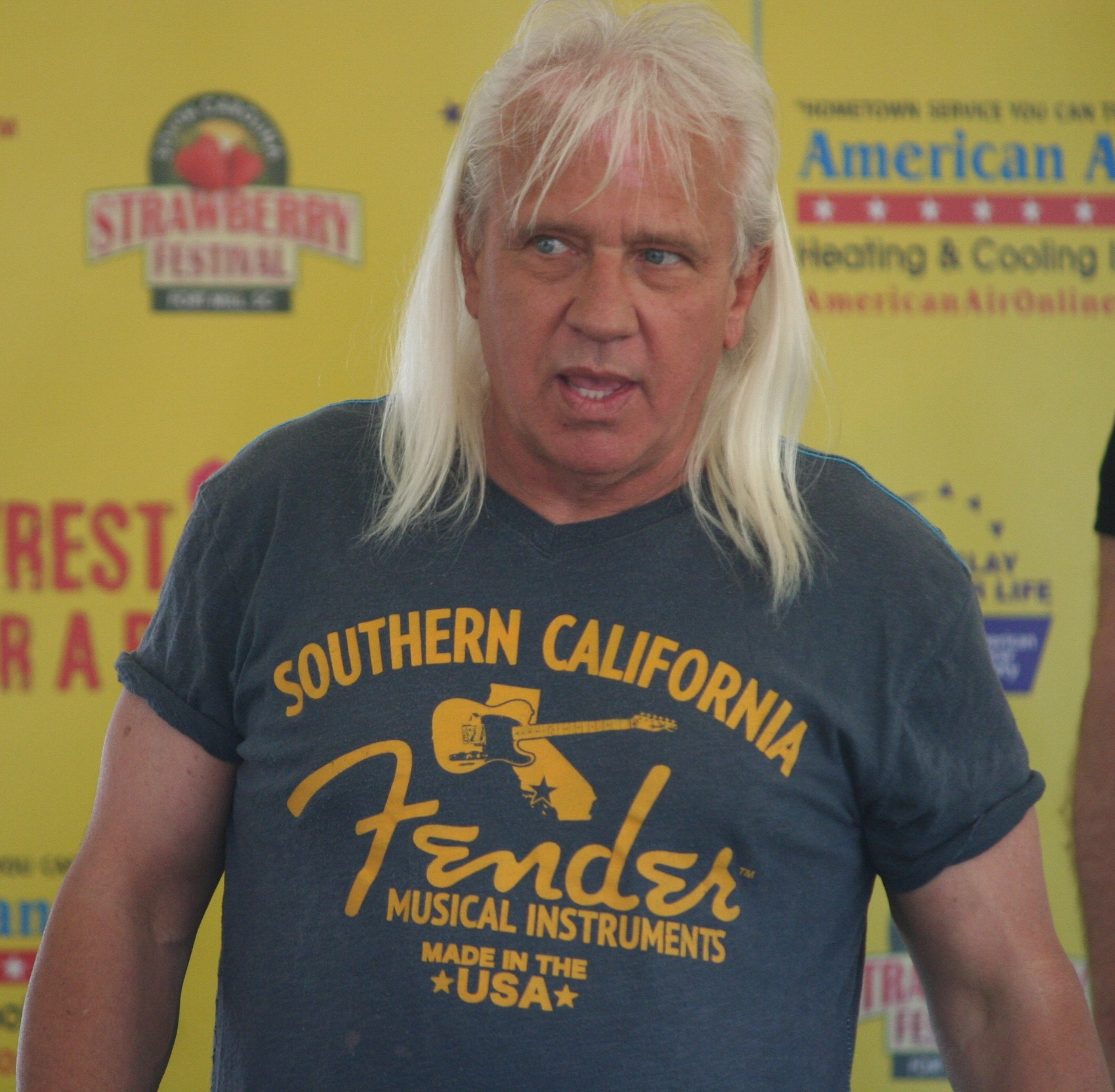
Morton nel 2014

Sin da quando lasciò la TNA, Morton ha lottato in numerose federazioni regionali facenti parte del circuito indipendente, riuscendo spesso anche a vincere titoli minori. Occasionalmente, ha fatto coppia con Gibson come The Rock 'N Roll Express. Nel periodo 2003-2004, insieme a Robert Gibson, andò nella All World Wrestling League/Big Time Wrestling. Il 31 marzo 2007 a Logan, Virginia occidentale, Morton sconfisse Bobby Eaton in un NWA Legends Match durante lo show ASW Rumble In The Jungle. Il 27 aprile 2007 all'evento PMG Clash of Legends organizzato dalla Memphis Wrestling, Morton e Kid Kash conquistarono le cinture MW Southern Tag Team Championship, sconfiggendo Too Cool II. Il 30 giugno 2007, i Rock & Roll Express (Ricky & Todd Morton) sconfissero Big and Tasty (Sweet William Valentine & Playboy Mike Trusty) vincendo i titoli AWA Supreme Tag Team. Il 24 ottobre 2007 persero le cinture in favore dei Chaos Theory (Khris Kaliber & Karma). Il 4 gennaio 2014, Ricky Morton sconfisse Chase Owens aggiudicandosi il titolo NWA World Junior Heavyweight Championship. Lo perse nel rematch con Owens il 7 marzo seguente.
Nel 2014, Morton ha aperto una scuola di wrestling (The School of Morton) a Chuckey, Tennessee.
Nel 2016, i Rock N' Roll Express fecero un'apparizione speciale nel corso del programma della TNA Impact Wrestling, prendendo parte a un Tag Team Apocalypto match insieme ad altre coppie.
Nel 2017, i Rock N' Roll Express sono stati ammessi nella WWE Hall of Fame.
Nel corso del 2019, Morton & Gibson lottarono tre match nella federazione New Japan Pro-Wrestling e apparvero nella All Elite Wrestling.
I Rock N Roll Express parteciparono all'edizione del 2019 della Jim Crockett Cup, ma furono sconfitti dai Briscoe Brothers al primo round. Il 1º ottobre 2019 i due vinsero i titoli NWA World Tag Team Championship. Nel gennaio 2020, Morton ebbe un feud con Nick Aldis, che portò a un match per il titolo Heavyweight Championship a NWA Powerrr, perso da Morton.

## Vita privata
Il padre di Morton, Paul, era un arbitro di wrestling professionista. Suo cugino Todd Morton è anche lui un wrestler, e occasionalmente ha combattuto in coppia con Morton.
Nell'ottobre 2005 Morton fu arrestato per mancato pagamento degli alimenti alla sua ex moglie. Morton ha affermato che i pagamenti in sospeso erano dovuti all'importo del mantenimento dei figli fissato quando guadagnava un reddito significativo lavorando per importanti promozioni come parte dei Rock 'N' Roll Express, non tenendo conto dei guadagni molto inferiori che adesso nel circuito indipendente. Almeno due spettacoli di beneficenza sono stati organizzati nel febbraio 2006 per raccogliere fondi per le sue spese legali. Uno spettacolo della United Wrestling Association ad Alcoa, Tennessee, il 2 febbraio 2006, ha raccolto 2.475 dollari. Il 15 febbraio 2006, Morton è stato rilasciato a condizione che continuasse a lavorare e fare sforzi per recuperare il ritardo sui pagamenti dovuti alla sua ex moglie. Tornò sul ring la sera successiva per la United Wrestling Association. Nel settembre 2007, mentre campeggiava con i suoi figli in un parco del Tennessee, Morton è stato nuovamente arrestato con le stesse accuse. Si stimava che avesse debiti residui per oltre 63,000 dollari. È stato creato un sito web e raccolto fondi sufficienti per garantire il suo rilascio dietro pagamento di una cauzione.
Ricky attualmente insegna wrestling nella sua School of Morton a Chuckey, Tennessee. Lotta ancora sporadicamente nel circuito indipendente, alternando partecipazioni e camei in vari film e video musicali.

## Personaggio

### Mosse finali
- Calf Branding (Diving knee drop bulldog)
- Diving crossbody

### Manager
- Baby Doll[17]
- Lily[17]
- Jim Cornette
- Prince Nana
- Alexandra York
- Billy The P
- Ric Flair[17]
- Lawrence "The Slunk" Ferguson

### Wrestler allenati
- Shane Morton
- Chris Hamrick
- Kid Kash
- Rick Michaels
- Rockin' Rebel
- Chase Owens

## Titoli e riconoscimenti
- 304 Wrestling
  - 304 Championship (1)
- Appalachian Mountain Wrestling
  - AMW Tag Team Championship (1)[18]
- All Star Wrestling (Virginia)
  - ASW Heavyweight Championship (1)

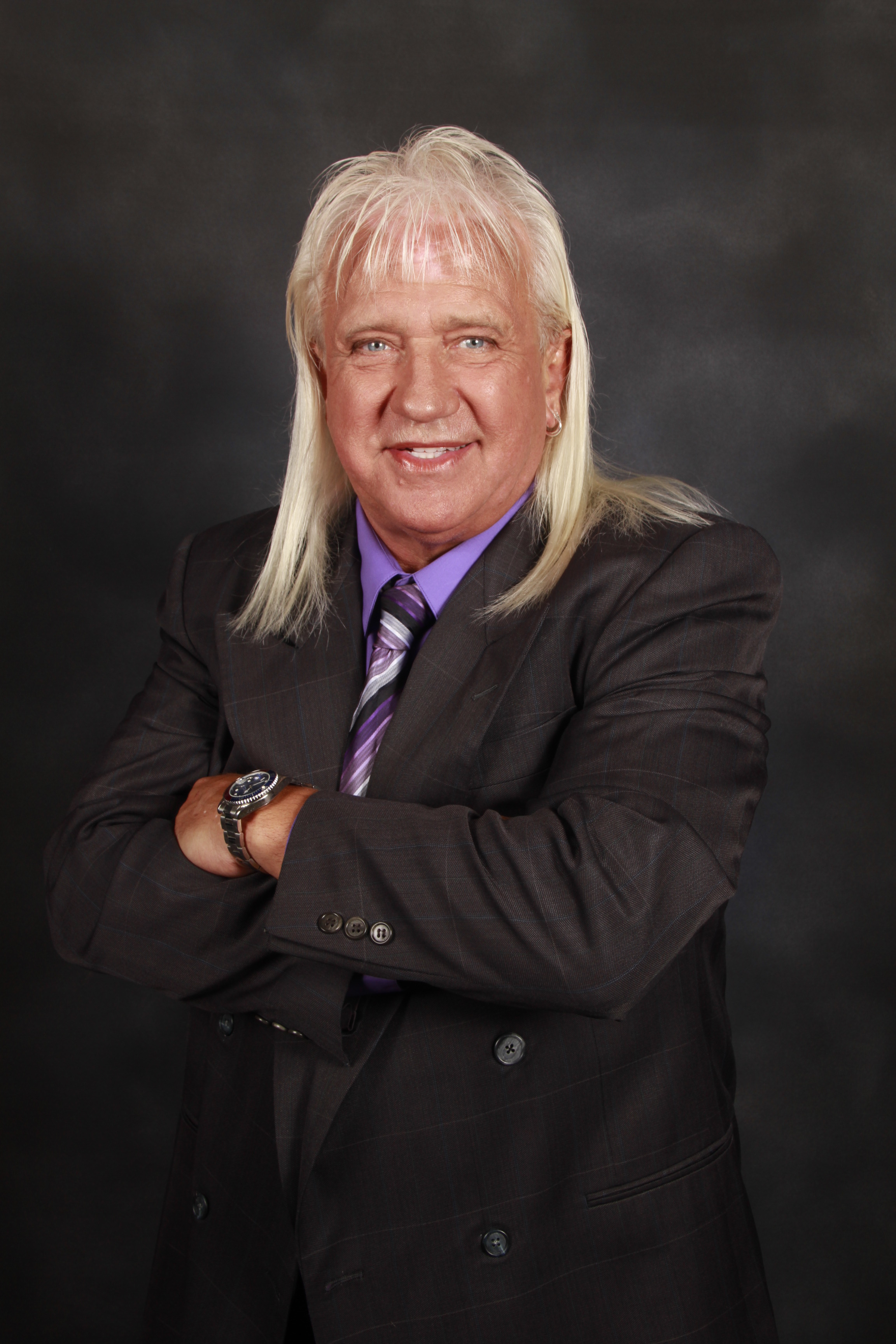
Richard Morton nel 2014

  - ASW Southern Heavyweight Championship (1)
  - ASW Tag Team Championship (1) - con Robert Gibson
- All Star Wrestling (Virginia occidentale)
  - ASW Legends Championship (1)
- Allied Independent Wrestling Federations
  - AIWF World Heavyweight Championship (1)
  - AIWF United States Championship (1)
  - AIWF All Star Champion (1)
  - AIWF Hall Of Fame (Classe del 2015)
- Alternative Championship Wrestling
  - ACW Heavyweight Championship (2)
- American Pro Wrestling
  - APW Heavyweight Championship (1)[19]
- AWA Supreme
  - AWA Supreme Tag Team Championship (1) - con Todd Morton[17]
- Appalachia Mountain Wrestling
  - AMW Heavyweight Championship (1)[17]
- Appalachia Pro Wrestling
  - APW Heavyweight Championship (1)[17]
- Carolina Wrestling Association
  - CWA Heavyweight Championship (1)[17][20]
- Championship Wrestling
  - CW Triple Crown Tag Team Championship (1) - con Wayne Adkins[17]
- Continental Wrestling Association / Championship Wrestling Association
  - AWA Southern Tag Team Championship (6) - con Sonny King (1), con Ken Lucas (2), Eddie Gilbert (1), e Robert Gibson (2)[21][22]
  - CWA Heavyweight Championship (1)
  - CWA Tag Team Championship (2) - con Robert Gibson (1), e Todd Morton (1)
  - CWA World Tag Team Championship (1) - con Robert Gibson[17]
- Exodus Wrestling Alliance
  - EWA Heavyweight Championship (5)[17][23]
- Extreme Wrestling Federation
  - EWF Heavyweight Championship (1)
  - EWF Tag Team Championship (1) - con Chris Hamrick
- Great American Wrestling Federation
  - GAWF Tag Team Championship (1) - con David Jericho
- Jim Crockett Promotions / World Championship Wrestling
  - NWA World Tag Team Championship (Mid-Atlantic version) (4) - con Robert Gibson[17]
  - WCW World Six-Man Tag Team Championship (2) - con Thomas Rich e Junkyard Dog (1), e Terrence Taylor e Thomas Rich (1)
- Korean Pro-Wrestling Association
  - NWA World Tag Team Championship (1) - con Robert Gibson[17]
- Memphis Championship Wrestling
  - Memphis Wrestling Southern Tag Team Championship (1) - con Kid Kash[17]
- Mid-South Wrestling
  - Mid-South Tag Team Championship (3) - con Robert Gibson
- Mid-South Wrestling Association
  - MSWA Tennessee Heavyweight Championship (1)[19]
  - MSWA Southern Tag Team Championship (1) - con Robert Gibson[19]
- National Wrestling Alliance
  - NWA World Junior Heavyweight Championship (1)
  - NWA World Tag Team Championship (3) - con Robert Gibson1[17]
  - NWA World Tag Team Championship Tournament (1995)[17]
  - The Anderson Brothers Classic 5 Tournament (2011)
  - NWA Hall of Fame (Classe del 2006)
- NWA Mid-America
  - NWA Mid-America Tag Team Championship (1) - con Ken Lucas[17]
- NWA Mid Atlantic Championship Wrestling
  - MACW Tag Team Championship (4) - con Robert Gibson (3) e Brad Armstrong (1)[24]
- NWA Rocky Top
  - NWA Rocky Top Tag Team Championship (1) - con Brad Armstrong[17]
- NWA Smoky Mountain Wrestling
  - Smoky Mountain Cup (2013)[25]
- NWA Southwest
  - NWA World Tag Team Championship (1) - con Robert Gibson[17]
- NWA Texas
  - NWA Top of Texas Tag Team Championship (1) - con Phoenix
- NWA Tri-State
  - NWA Tri-State Tag Team Championship (2) - con Eddie Gilbert[4]
- NWA Wildside
  - NWA Wildside Tag Team Championship (1) - con Robert Gibson[17]
- North American Championship Wrestling
  - NACW Tag Team Championship (2) - con Buff Bagwell[26]
- North Carolina Wrestling Association
  - 10th Annual Ivan Koloff Tag Team Tournament (2018) - con Chase Stevens
- Omni Pro Wrestling
  - OPW Rock 'n' Roll Cup Tag Team Tournament (2006) - con Aaron Armor[17]
- Peach State Wrestling
  - PSW Cordele City Heavyweight Championship (1)[19]
- Pro Wrestling Illustrated
  - Tag Team of the Year (1986) - con Robert Gibson[17]
  - 56º posto nella lista dei migliori 500 wrestler singoli nei PWI 500 del 1991[27]
  - 95º posto nella lista dei migliori 500 wrestler singoli nei "PWI Years" del 2003[28]
  - 4º posto (insieme a Robert Gibson) nella classifica Top 100 Tag Teams dei "PWI Years" nel 2003
- Professional Wrestling Hall of Fame and Museum
  - Classe del 2021 - Tag Team
- Professional Wrestling Federation
  - PWF Heavyweight Championship (1)[17]
- Smoky Mountain Wrestling
  - SMW Tag Team Championship (10) - con Robert Gibson[13]
- Southern Michigan Championship Wrestling
  - SMCW United States Heavyweight Championship (1)
- Southern States Wrestling
  - SSW Texas Heavyweight Championship (1)[17]
  - SSW Tag Team Championship (3) - con Bobby Fulton (1), Beau James (1), e Ricky Harrison (1)[17]
- Southwest Championship Wrestling
  - SCW Southwest Tag Team Championship (3) - con Ken Lucas (2)[17][29] e Eddie Gilbert (1)
- Supreme Championship Wrestling
  - SCW Hall of Fame (Classe del 2009)[30]
- Total Combat Wrestling
  - TCW Tag Team Championship (1) - con Robert Gibson
- Traditional Championship Wrestling
  - TCW World Tag Team Championship (2) - con Dustin Heritage (1) e Robert Gibson (1)[31]
- Ultimate Championship Wrestling
  - UCW Heavyweight Championship (2)
  - UCW Tag Team Championship (1) - con Robert Gibson[19]
- United States Wrestling Association
  - USWA Unified World Heavyweight Championship (1)[17]
  - USWA World Tag Team Championship (2) - con Robert Gibson
- United Wrestling Association
  - UWA Texas Heavyweight Championship (1)[17][32]
  - UWA United States Championship (1)
  - UWA Southern Heavyweight Champion (1)
- Viral Pro Wrestling
  - VPW Tag Team Championship (2) - con Robert Gibson[33]
- Virginia Championship Wrestling
  - VCW Championship (1)
- Virginia Wrestling Association
  - VWA/CCW Heavyweight Championship (1)
- World Organization of Wrestling
  - WOW Tag Team Championship (1) - con Robert Gibson
- Wrestling Observer Newsletter
  - Wrestling Observer Newsletter Hall of Fame (Classe del 2014) – con Robert Gibson[34]
- WWE
  - WWE Hall of Fame (Classe del 2017 — con Robert Gibson)[13]
- Xtreme Maximum Championship Wrestling
  - XMCW Legends And Superstars Championship (1)
  - XMCW Tag Team Championship (1) - con Tommy Gibson

1Uno dei loro regni titolati cominciò a Memphis, Tennessee, sebbene i resoconti non siano chiari circa la federazione dove si svolse l'incontro. Durante un altro regno, il titolo fu loro assegnato d'ufficio, anche se non ci sono indicazioni su dove siano stati assegnati i titoli né per quale promozione stessero lottando in quel momento.